# Бирлик
„Бирлик“ (на турски: „Birlik“, в превод Единство) е вестник на турското малцинство в Северна Македония, излизал на турски език от 1943 до 1998 година.
Първоначално вестникът е орган на Народноосвободителния фронт на Македония, а по-късно на Социалистическия съюз на работническия народ на Македония. Първиът брой е отпечатен в печатницата „Гоце Делчев“ на 23 декември 1944 година в Скопие и е първият вестник на турски език в Македония, използващ латинската азбука. Първо излиза като месечник, после два пъти в месеца, на десет дена, седмично и от 1971 година - всеки втори ден, в тираж от 2000–3000 екземпляра. Главни и отговорни редактори са Даут Нурети, Шукри Рамо, Мустафа Карахасан, Фахри Мехмед, Неджати Зекирия, Ариф Аго, Вефки Хасан и Дрита Карахасан. Като дял от НИП „Нова Македония“, дълго време използва общия информационен сервиз, но има и свои дописници из страната и отразява политическите, икономическите, културните и други проблеми пред турската народност в СР Македония. Прераствайки в новинарско-издателска къща, вестникът издава и детските списания „Севинч“ (Радост, 1952) и „Томурджук“ (Пъпче, 1957), како и списанието за обществени въпроси и изкуство „Сеслер“ (1965).
Вестникът спира да излиза в 1998 година.